# Kathleen McGowan
Kathleen McGowan (Hollywood, 22 marzo 1963) è una scrittrice statunitense, il cui primo romanzo, The Expected One, ha venduto più di 1 000 000 di copie ed è stato tradotto in più di 50 lingue. 
La scrittrice sostiene di essere una discendente di Gesù Cristo e di Maria Maddalena.

## Biografia
Era sposata con l'autore belga Philip Coppens, morto nel 2012.
The Magdalene Line è una serie di romanzi che presenta assieme personaggi femminili inventati e storici, la cui storia la scrittrice ritiene esser stata travisata o dimenticata.
Inizia a lavorare sul suo primo romanzo, The Expected One, nel 1989. Focalizzandosi sul ruolo di Maria Maddalena, auto-pubblica il proprio romanzo nel 2005, vendendo 2 500 copie. Il 25 luglio 2006, il libro è pubblicato nuovamente da Simon & Schuster.
Il suo secondo romanzo della serie è The Book of Love, pubblicato nel 2009, centrato sulla vita di Matilde di Canossa. Il terzo libro della serie è The Poet Prince, edito nel 2010 ed è focalizzato sulla vita di Lorenzo de Medici. Ogni romanzo della serie presenta, tra i diversi personaggi fittizi, anche l'eroina Maureen Paschal, che ha il compito di scoprire presunti enigmi storici e cristiani.
McGowan ha fatto diverse apparizioni televisive, tra le altre ha presentato la serie televisiva Enigmi alieni. Inoltre, ha presentato Bible Secrets Revealed ed è apparsa in diversi episodi della seconda stagione di The Curse of Oak Island.

## Opere
- The Expected One (2006) Il Vangelo di Maria Maddalena, 2007, Piemme
- The Book of Love (2009) Il Libro dell'Amore, 2009, Piemme
- The Source of Miracles: Seven Steps to Transforming Your Life Through the Lord's Prayer (2009) La promessa. Il segreto per trasformare la tua vita interiore, 2010, Piemme
- The Poet Prince (2010) La Stirpe di Maria Maddalena, 2011, Piemme